# Линейный парк (Астана)
Линейный парк (каз. Сызықтық саябақ) — городской линейный парк в Есильском районе города Астаны.

## Описание

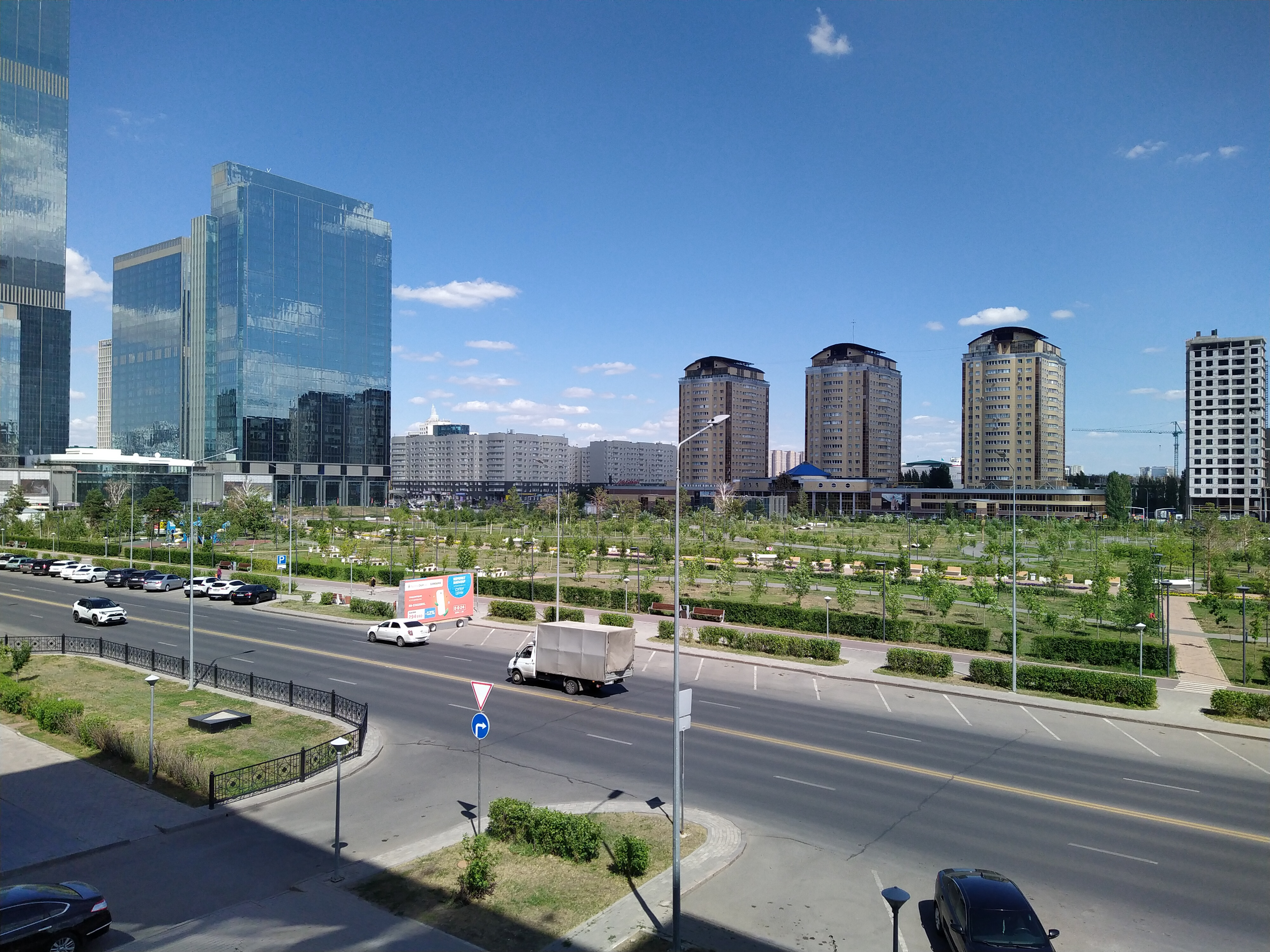
Линейный парк

Парк расположен в квадрате между улицами Акмешит и Туркестан, комплексом «Абу-Даби Плаза» и Астанинским ботаническим садом, на площади в 14 га. На территории парка имеются игровые и спортивные площадки, пешеходные, беговые и велосипедные дорожки, арт-объекты.

## История
В 2017–2018 велось строительство парка, открыть который планировалось ко Дню города в 2018. По проекту часть Астанинского ботанического сада будет обустроена как продолжение нового парка.